# Carica
Carica és un gènere de plantes de flors pertanyent a la família Caricaceae. Anteriorment tractada amb 20-25 espècies d'arbusts o petits arbres perennes que aconsegueixen 5-10 m d'altura, natiu de les regions tropicals de Centreamèrica i Sud-amèrica, recents estudis genètics ho han restringit a una sola espècie Carica papaya (Papaier; syn. C. peltata, C. posoposa).
La majoria de les altres espècies s'han transferit al gènere Vasconcellea, amb unes poques al gènere Jacaratia i Jarilla, com segueix:
- Carica papaya (Papaier)

De Carica a Jacaritia
- Carica dodecaphylla = Jacaratia spinosa
- Carica mexicana = Jacaratia mexicana
- Carica spinosa = Jacaratia spinosa

De Carica a Jarilla
- Carica caudata = Jarilla heterophylla
- Carica nana = Jarilla nana

De Carica a Vasconcellea
- Carica baccata = Vasconcellea microcarpa subsp. baccata
- Carica candamarcensis = Vasconcellea cundinamarcensis
- Carica candicans = Vasconcellea candicans (Mite)
- Carica cauliflora = Vasconcellea cauliflora
- Carica cestriflora = Vasconcellea cundinamarcensis
- Carica chilensis = Vasconcellea chilensis
- Carica crassipetala = Vasconcellea crassipetala
- Carica cundinamarcensis = Vasconcellea cundinamarcensis
- Carica glandulosa = Vasconcellea glandulosa
- Carica goudotiana = Vasconcellea goudotiana
- Carica heterophylla = Vasconcellea microcarpa subsp. heterophylla
- Carica horovitziana = Vasconcellea horovitziana
- Carica longiflora = Vasconcellea longiflora
- Carica microcarpa = Vasconcellea microcarpa
- Carica monoica = Vasconcellea monoica
- Carica omnilingua = Vasconcellea omnilingua
- Carica palandensis = Vasconcellea palandensis
- Carica parviflora = Vasconcellea parviflora
- Carica pentagona = Vasconcellea ×heilbornii
- Carica pubescens = Vasconcellea cundinamarcensis
- Carica pulchra = Vasconcellea pulchra
- Carica quercifolia = Vasconcellea quercifolia
- Carica sphaerocarpa = Vasconcellea sphaerocarpa
- Carica sprucei = Vasconcellea sprucei
- Carica stipulata = Vasconcellea stipulata
- Carica weberbaueri = Vasconcellea weberbaueri